# Wales a Junior Eurovíziós Dalfesztiválokon
Wales két alkalommal vett részt a Junior Eurovíziós Dalfesztiválon.
A walesi műsorsugárzó az S4C, amely 1960 óta tagja az Európai Műsorsugárzók Uniójának, viszont csak 2018-ban csatlakozott a versenyhez.

## Története

### Évről évre
Wales az Egyesült Királyság részeként korábban háromszor is indult a dalfesztiválon: 2003-ban, 2004-ben és 2005-ben.
A terület önálló indulót első alkalommal a 2017-es Eurovíziós Kórusversenyre küldött, és feltehetően ezen lehetőség adott okot arra, hogy a szervezők engedélyt adjanak Wales Junior Eurovíziós Dalfesztiválon való debütálására, amely 2018-ban megtörtént. Első részvevőjük Manw volt Perta című dalával, aki végül utolsó helyen végezett. Egy évvel később második részvételük alkalmával utolsó előttiként zártak Gliwicében. A következő évben a Covid19-pandémia miatt visszaléptek a versenytől.

### Nyelvhasználat
Wales két versenydala teljes egészében walesi nyelven hangzott el.

## Résztvevők
| Év   | Előadó | Dal           | Magyar fordítás | Helyezés | Pontszám |
| ---- | ------ | ------------- | --------------- | -------- | -------- |
| 2018 | Manw   | Perta         | Legszebb        | 20.      | 29       |
| 2019 | Erin   | Calon yn curo | Szívverés       | 18.      | 35       |

## Szavazástörténet

### 2018–2019
| Hely | Ország          | Pont |
| ---- | --------------- | ---- |
| 1.   | Grúzia          | 18   |
| 2.   | Ausztrália      | 12   |
| 2.   | Kazahsztán      | 12   |
| 4.   | Lengyelország   | 12   |
| 5.   | Franciaország   | 10   |
| 6.   | Málta           | 9    |
| 7.   | Oroszország     | 7    |
| 7.   | Spanyolország   | 7    |
| 9.   | Észak-Macedónia | 6    |
| 10.  | Írország        | 5    |
| 10.  | Ukrajna         | 5    |

| Hely | Ország      | Pont |
| ---- | ----------- | ---- |
| 1.   | Olaszország | 6    |
| 2.   | Grúzia      | 3    |

Wales még sosem adott pontot a döntőben a következő országoknak: Fehéroroszország, Izrael, Örményország, Portugália
Wales még sosem kapott pontot a döntőben a következő országoktól: Albánia, Ausztrália, Azerbajdzsán, Észak-Macedónia, Fehéroroszország, Franciaország, Hollandia, Írország, Izrael, Kazahsztán, Lengyelország, Málta, Oroszország, Örményország, Portugália, Spanyolország, Szerbia, Ukrajna

## Háttér
| Év    | Rendező | Kommentátor                                                        | Pontbejelentő                                    |
| ----- | ------- | ------------------------------------------------------------------ | ------------------------------------------------ |
| 2018  | Minszk  | Trystan Ellis-Morris (walesi nyelven) Stifyn Parri (angol nyelven) | Gwen                                             |
| 2019  | Gliwice | Trystan Ellis-Morris (walesi nyelven) Stifyn Parri (angol nyelven) | Cadi                                             |
| 2020– | 2020–   | Nem vettek részt és nem közvetítették a versenyt                   | Nem vettek részt és nem közvetítették a versenyt |